# Jaime Munguía
Jaime Aarón Munguía Escobedo (Tijuana, Baja California, México, 6 de octubre de 1996) es un boxeador profesional mexicano. Es el ex campeón mundial de peso mediano ligero de la OMB y campeón Intercontinental OMB de peso mediano.

## Carrera profesional
Vecino de la Colonia Xicotencatl de la Ciudad de Tijuana, Munguia se convirtió en profesional en 2013 y compiló un récord de 28-0 antes de desafiar y vencer al boxeador estadounidense Sadam Ali por el título superwélter de la WBO. En su primera defensa, Munguía obtuvo una victoria por decisión unánime sobre el ex campeón de peso mediano ligero Liam Smith. Luego derrotó rápidamente a Brandon Cook en la cartelera de Álvarez vs Golovkin II para su segunda defensa exitosa de su título mundial.

### Súper mediano

#### Munguía vs. Ryder
Munguía estaba programado para enfrentar al británico John Ryder en una pelea de peso súper mediano, el 27 de enero de 2024, en el Footprint Center, en Phoenix, Arizona. Ganó la pelea por nocaut técnico en el noveno asalto.

#### Munguía vs. Álvarez
El 4 de mayo de 2024 enfrentó a Saúl “Canelo” Álvarez por los títulos indiscutibles de peso súper mediano en Las Vegas. Álvarez derribó a Munguía por primera vez en su carrera en el cuarto asalto. Álvarez ganó la pelea por decisión unánime. Las tarjetas de los jueces fueron 117-110; 116-111 y 115-112.

## Récord Profesional
| Récord Profesional | Récord Profesional | Récord Profesional |
| 45 peleas          | 43 Victorias       | 2 Derrota          |
| Nocaut             | 35                 | 1                  |
| Decisión           | 9                  | 1                  |
| Empates            | 0                  | 0                  |
| ------------------ | ------------------ | ------------------ |

| 43 Ganadas (34 KOs), 2 Derrota |        |                       |       |             |                          |                                                | |
| Res.                           | Récord | Oponente              | Tipo  | Rd., Tiempo | Datos                    | Localidad                                      | Notas |
| D                              | 44-2   | Bruno Surace          | KO    | 6 (12) 2:36 | 14 de diciembre de 2024  | Estadio Caliente, Tijuana, Baja California     | "The Grand Return Home" Munguía vs Surace, Super Middleweight Showdown. Combate Estelar. Jaime Munguía es noqueado por primera vez en su carrera |
| G                              | 44-1   | Erick Bazinyan        | KO    | 10 (12)     | 20 de septiembre de 2024 | Desert Diamond Arena, Glendale                 | |
| D                              | 43-1   | Canelo Álvarez        | UD    | 12          | 4 de mayo de 2024        | T-Mobile Arena, Las Vegas, Nevada              | Por los títulos de peso súper mediano del WBC, WBA (Súper), WBO y IBF Supermediano.                                                              |
| G                              | 43-0   | John Ryder            | TKO   | 9 (12)      | 27 de enero de 2024      | Footprint Center, Phoenix, Arizona             | Retiene el título WBC Silver del peso supermediano                                                                                               |
| G                              | 42-0   | Sergiy Derevyanchenko | UD    | 12          | 10 de junio de 2023      | Toyota Arena, Ontario, California              | Gana el título WBC Silver vacante del peso supermediano                                                                                          |
| G                              | 41-0   | Gonzalo Gaston Coria  | KO    | 3 (10)      | 19 de noviembre de 2022  | Arena Astros, Guadalajara, México              | |
| G                              | 40-0   | Jimmy Kelly           | TKO   | 5 (12)      | 12 de junio de 2022      | Honda Center, Anaheim, California              | Retuvo el título Intercontinental de la WBO del peso mediano                                                                                     |
| G                              | 39-0   | D'Mitrius Ballard     | TKO   | 3 (12)      | 20 de febrero de 2022    | Plaza Monumental, Tijuana, Baja California     | Retuvo el título Intercontinental de la WBO del peso mediano                                                                                     |
| G                              | 38-0   | Gabriel Rosado        | UD    | 12          | 13 de noviembre de 2021  | Honda Center, Anaheim, California              | Retuvo el título Intercontinental de la WBO del peso mediano                                                                                     |
| G                              | 37-0   | Kamil Szeremeta       | RTD   | 6 (12)      | 19 de junio de 2021      | Don Haskins Center, El Paso                    | Retuvo el título Intercontinental de la WBO del peso mediano                                                                                     |
| G                              | 36-0   | Tureano Johnson       | RTD   | 6 (12)      | 30 de octubre de 2020    | Fantasy Springs Casino                         | Ganó el título Intercontinental vacante de la WBO del peso mediano                                                                               |
| G                              | 35-0   | Gary O'Sullivan       | KO    | 11 (12)     | 11 de enero de 2020      | Alamodome, San Antonio                         | |
| G                              | 34-0   | Patrick Allotey       | KO    | 4 (12)      | 14 de septiembre de 2019 | Dignity Health Sports Park, Carson, California | Retiene el título mundial de la WBO de peso superwélter                                                                                          |
| G                              | 33-0   | Dennis Hogan          | UD    | 12          | 13 de abril de 2019      | Arena Monterrey, Monterrey, Nuevo León         | Retiene el título mundial de la WBO de peso superwélter                                                                                          |
| G                              | 32-0   | Takeshi Inoue         | UD    | 12          | 26 de enero de 2019      | Toyota Center, Houston, Texas                  | Retiene el título mundial de la WBO de peso superwélter                                                                                          |
| G                              | 31-0   | Brandon Cook          | TKO   | 3 (12)      | 15 de septiembre de 2018 | T-Mobile Arena, Las Vegas                      | Retiene el título mundial de la WBO de peso superwélter                                                                                          |
| G                              | 30-0   | Liam Smith            | UD    | 12          | 21 de julio de 2018      | The Joint, Las Vegas, Nevada                   | Retiene el título mundial de la WBO de peso superwélter                                                                                          |
| G                              | 29-0   | Sadam Ali             | T.K.O | 4 (12)      | 12 de mayo de 2018       | Turning Stone Resort Casino, Verona, New York  | Ganó el título mundial de la WBO de peso superwélter                                                                                             |
| G                              | 28-0   | Johnny Navarrete      | K.O   | 3 (10)      | 17 de marzo de 2018      | Arena José Sulaimán, Monterrey                 | |
| G                              | 27-0   | José Carlos Paz       | K.O   | 3 (10)      | 10 de febrero de 2018    | Grand Oaais Resort, Cancún                     | Ganó el título vacante WBC Latino de peso superwélter                                                                                            |
| G                              | 26-0   | Paul Valenzuela Jr.   | T.K.O | 2 (8)       | 9 de diciembre de 2017   | Centro de eventos Mandalay Bay, Las Vegas      | |
| G                              | 25-0   | Uriel González        | K.O   | 2 (8)       | 2 de septiembre de 2017  | Gimnasio Manuel Bernardo Aguirre, Chihuahua    | |
| G                              | 24-0   | Miguel Ángel López    | K.O   | 3 (10)      | 1 de julio de 2017       | Grand Hotel, Tijuana                           | |
| G                              | 23-0   | Johnny Navarrete      | UD    | 10 (10)     | 29 de abril de 2017      | Gimnasio Manuel Bernardo Aguirre, Chihuahua    | |
| G                              | 22-0   | Gabriel Agramon       | R.T.D | 2 (4)       | 1 de abril de 2017       | Auditorio Fausto Gutiérrez Moreno, Tijuana     | |
| G                              | 21-0   | Jorge Juárez          | T.K.O | 1 (8)       | 24 de marzo de 2017      | Auditorio Municipal, Villa Las Rosas           | |
| G                              | 20-0   | Juan Macías Montiel   | K.O   | 2 (10)      | 4 de febrero de 2017     | Auditorio Pablo Colin, Cuautitlán Izcalli      | |
| G                              | 19-0   | Álvaro Robles         | T.K.O | 5 (10)      | 10 de diciembre de 2016  | Arena Monterrey, Monterrey                     | |
| G                              | 18-0   | Alfredo Chávez        | T.K.O | 1 (8)       | 22 de octubre de 2016    | Auditorio Fausto Gutiérrez Moreno, Tijuana     | |
| G                              | 17-0   | Ramiro Alcaraz        | K.O   | 3 (8)       | 13 de agosto de 2016     | Centro de Baja California, Tijuana             | |
| G                              | 16-0   | Óscar Mora            | K.O   | 2 (8)       | 30 de julio de 2016      | Auditorio Fausto Gutiérrez Moreno, Tijuana     | |
| G                              | 15-0   | Seth Carrillo         | K.O   | 2 (8)       | 18 de junio de 2016      | Auditorio Fausto Gutiérrez Moreno, Tijuana     | |
| G                              | 14-0   | Elliot Cano           | T.K.O | 5 (8)       | 30 de abril de 2016      | Malecón Turístico de Guaymas, Guaymas          | |
| G                              | 13-0   | Frank Verduzco        | T.K.O | 1 (8)       | 23 de enero de 2016      | Palenque Fex, Mexicali                         | |
| G                              | 12-0   | Gabriel Agramón       | T.K.O | 6 (8)       | 5 de diciembre de 2015   | Gimnasio Municipal Gustavo Díaz Ordaz, Tecate  | |
| G                              | 11-0   | José María Valdez     | T.K.O | 2 (6)       | 10 de julio de 2015      | Campo Nuevo Ensenada, Ensenada                 | |
| G                              | 10-0   | Julio Nario           | K.O   | 4 (8)       | 14 de marzo de 2015      | Auditorio Fausto Gutiérrez Moreno, Tijuana     | |
| G                              | 9-0    | Alan Zavala           | UD    | 6 (6)       | 10 de enero de 2015      | Auditorio Fausto Gutiérrez Moreno, Tijuana     | |
| G                              | 8-0    | José María Valdez     | UD    | 4 (4)       | 20 de septiembre de 2014 | Auditorio Fausto Gutiérrez Moreno, Tijuana     | |
| G                              | 7-0    | José Arteaga          | UD    | 4 (4)       | 27 de junio de 2014      | Hipódromo Agua Caliente, Arena Tecate, Tijuana | |
| G                              | 6-0    | Gerardo Mendoza       | T.K.O | 2 (4)       | 28 de febrero de 2014    | Foro Tecate, Tijuana                           | |
| G                              | 5-0    | Juan Velásquez        | T.K.O | 2 (4)       | 11 de enero de 2014      | Casino Hipódromo Agua Caliente, Tijuana        | |
| G                              | 4-0    | Abraham Márquez       | T.K.O | 1 (4)       | 22 de noviembre de 2013  | Foro Tecate, Tijuana                           | |
| G                              | 3-0    | Benjamín Urías        | R.T.D | 4 (4)       | 26 de octubre de 2013    | Hipódromo de Agua Caliente, Tijuana            | |
| G                              | 2-0    | Luis Contreras        | T.K.O | 2 (4)       | 23 de agosto de 2013     | Foro Tecate, Tijuana                           | |
| G                              | 1-0    | Manuel Mora           | T.K.O | 2 (4)       | 13 de julio de 2013      | Foro Tecate, Tijuana                           | Debut profesional. |